# Phlyzakium coronatum
Phlyzakium coronatum är en mångfotingart som först beskrevs av Henri W. Brölemann 1898.  Phlyzakium coronatum ingår i släktet Phlyzakium och familjen Chelodesmidae. Inga underarter finns listade i Catalogue of Life.